# Casa de Brady Anderson y Waldemar Ager
La Casa de Brady Anderson y Waldemar Ager es una residencia histórica ubicada en el 514 de West Madison Street en Eau Claire, Wisconsin. Fue agregado al Registro Nacional de Lugares Históricos en 2000. Además, ha sido designado Monumento Literario por la Asociación Nacional de Amigos de las Bibliotecas Públicas.

## Historia
La casa fue construida entre 1892 y 1894 por el artesano Brady Anderson. Fue comprado por el periodista y autor noruego Waldemar Ager en 1903. La familia Ager fue propietaria de la casa hasta 1962, cuando la compró el hospital local. En 1993, cuando el hospital necesitó el terreno para ampliar su complejo, la casa fue donada a la Fundación Waldemar Ager. Originalmente ubicada en Chestnut Street, la casa luego se trasladó a su ubicación actual. Posteriormente, la casa fue restaurada para recuperar su aspecto del siglo XX. Desde entonces, el segundo piso se ha convertido en una biblioteca de recursos.